# Мурхед (Минесота)
Мурхед (енгл. Moorhead) град је у америчкој савезној држави Минесота.

## Демографија
По попису из 2010. године број становника је 38.065, што је 5.888 (18,3%) становника више него 2000. године.
| Група             | 2000.          | 2010.          |
| Белци             | 29.001 (90,1%) | 33.572 (88,2%) |
| Афроамериканци    | 247 (0,8%)     | 775 (2,0%)     |
| Азијати           | 410 (1,3%)     | 758 (2,0%)     |
| Хиспаноамериканци | 1.439 (4,5%)   | 1.576 (4,1%)   |
| Укупно            | 32.177         | 38.065         |